# Пірмазенс
Пирмазенс (нім. Pirmasens) — місто в  Німеччини, місто земельного підпорядкування, розташований в землі Райнланд-Пфальц. У місті є однойменний футбольний клуб.

## Населення
Населення міста становить 40 176 осіб (станом на 31 грудня 2020).

## Відомі особистості
В поселенні народився:
- Генріх Шрот (1871—1945) — німецький актор.

## Галерея зображень

Пірмазенс - Pirmasens
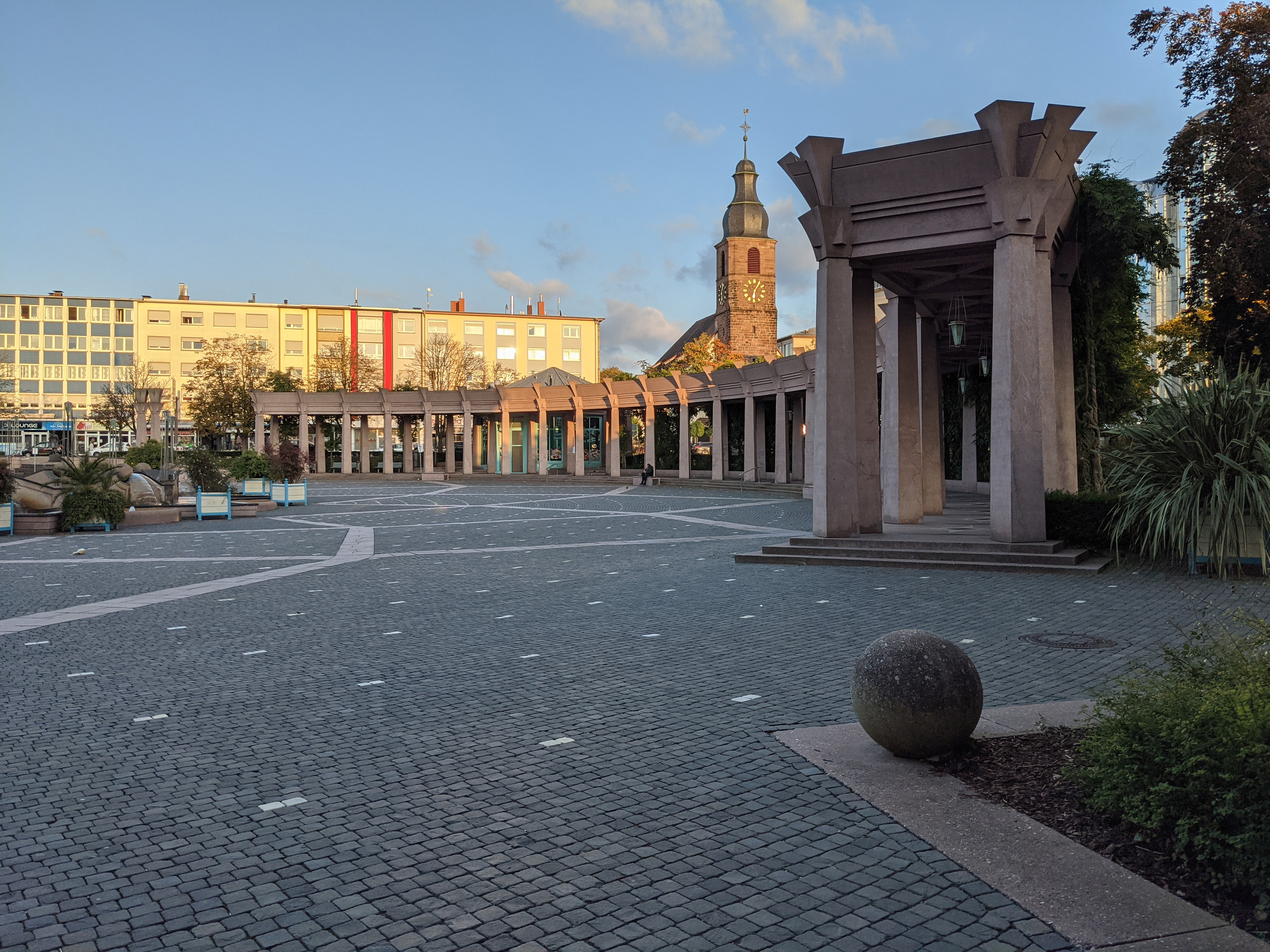
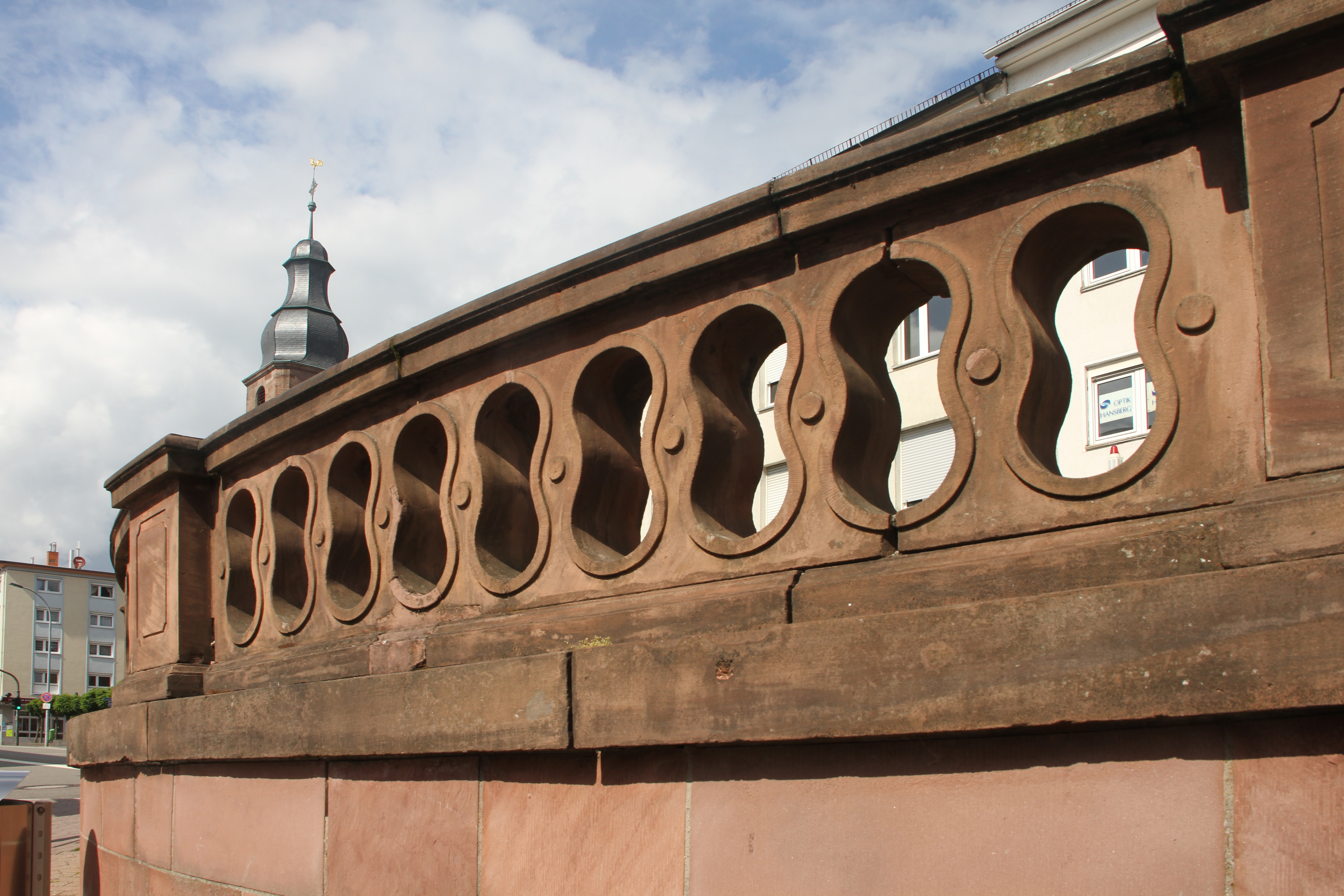
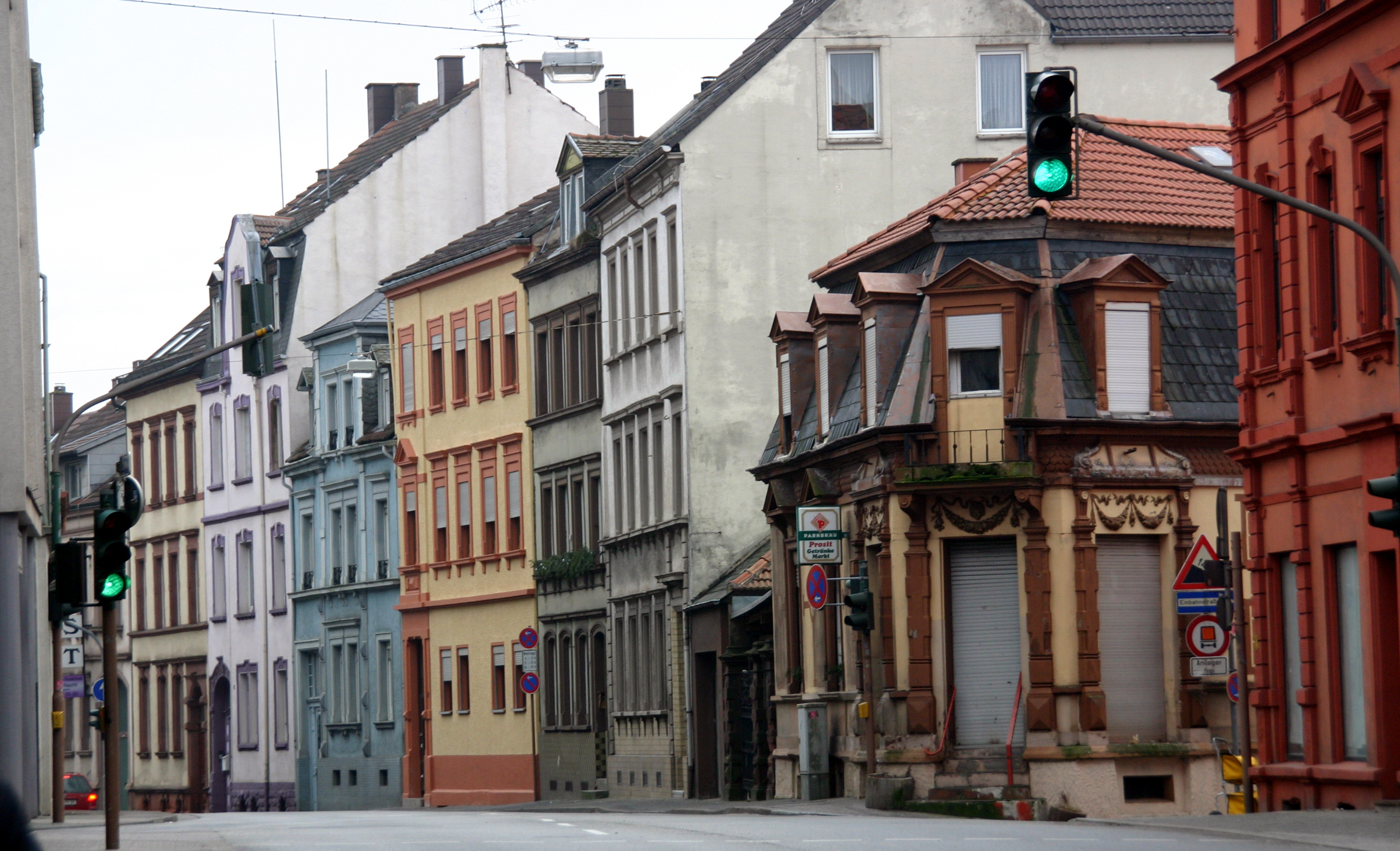
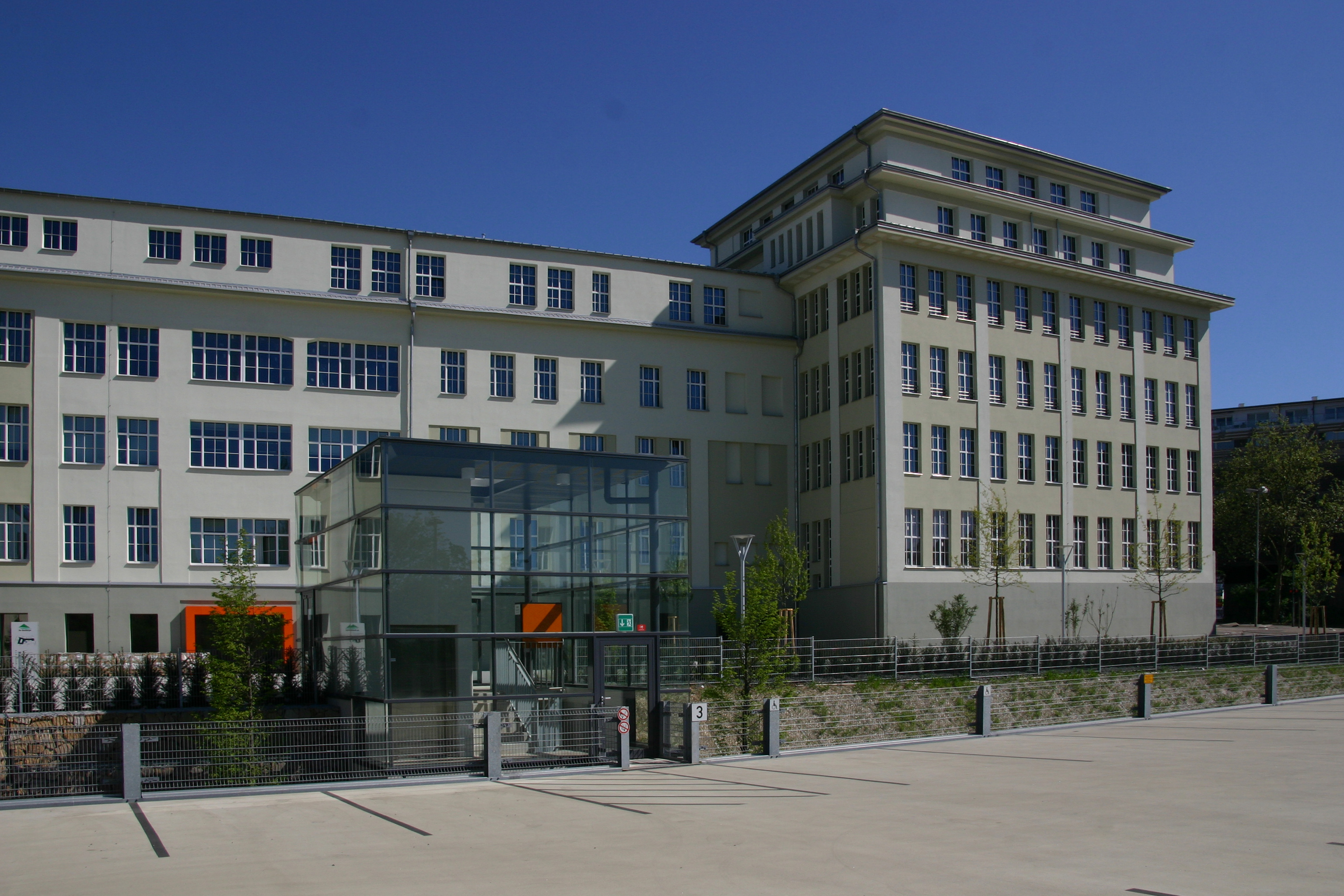
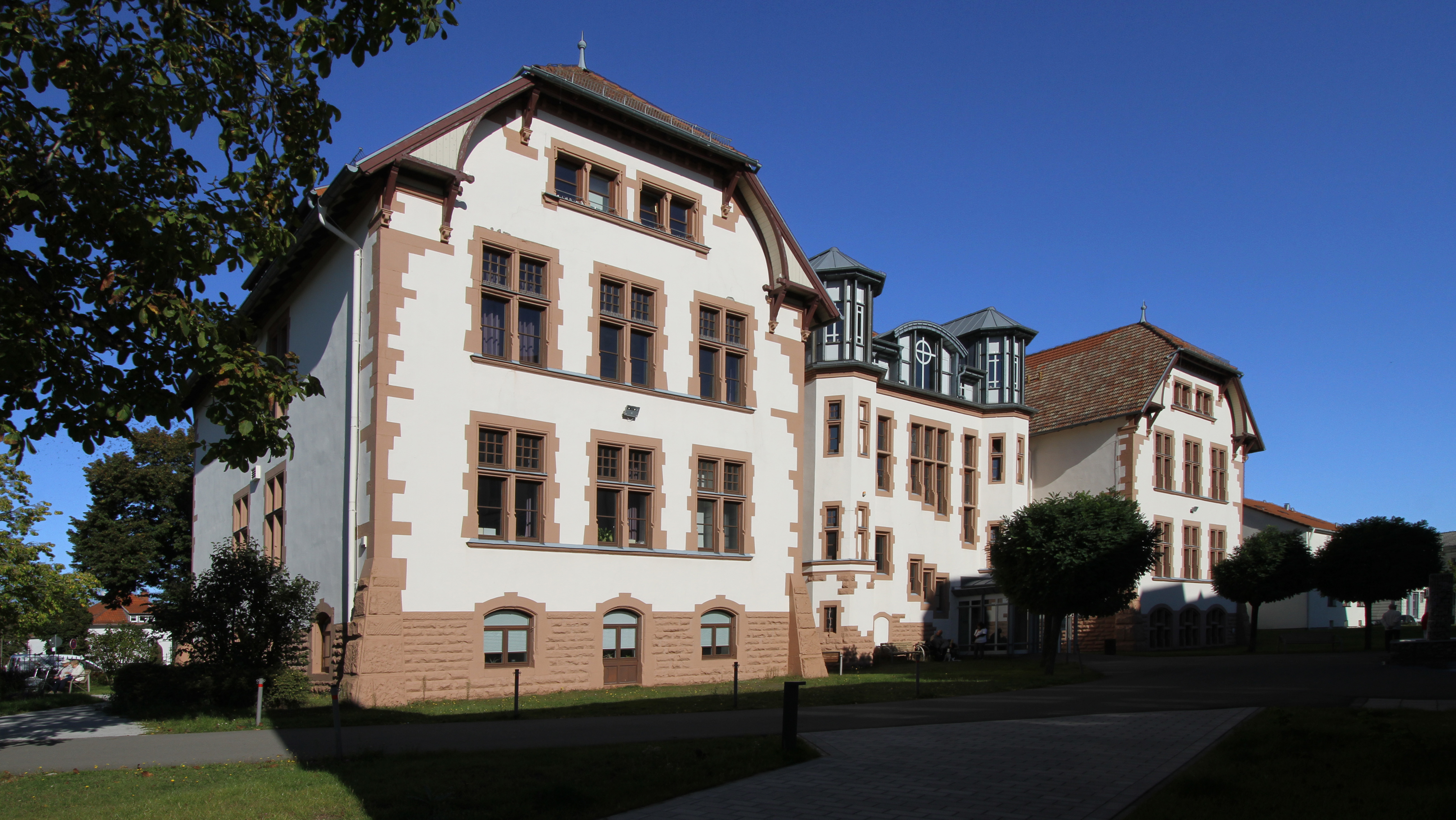
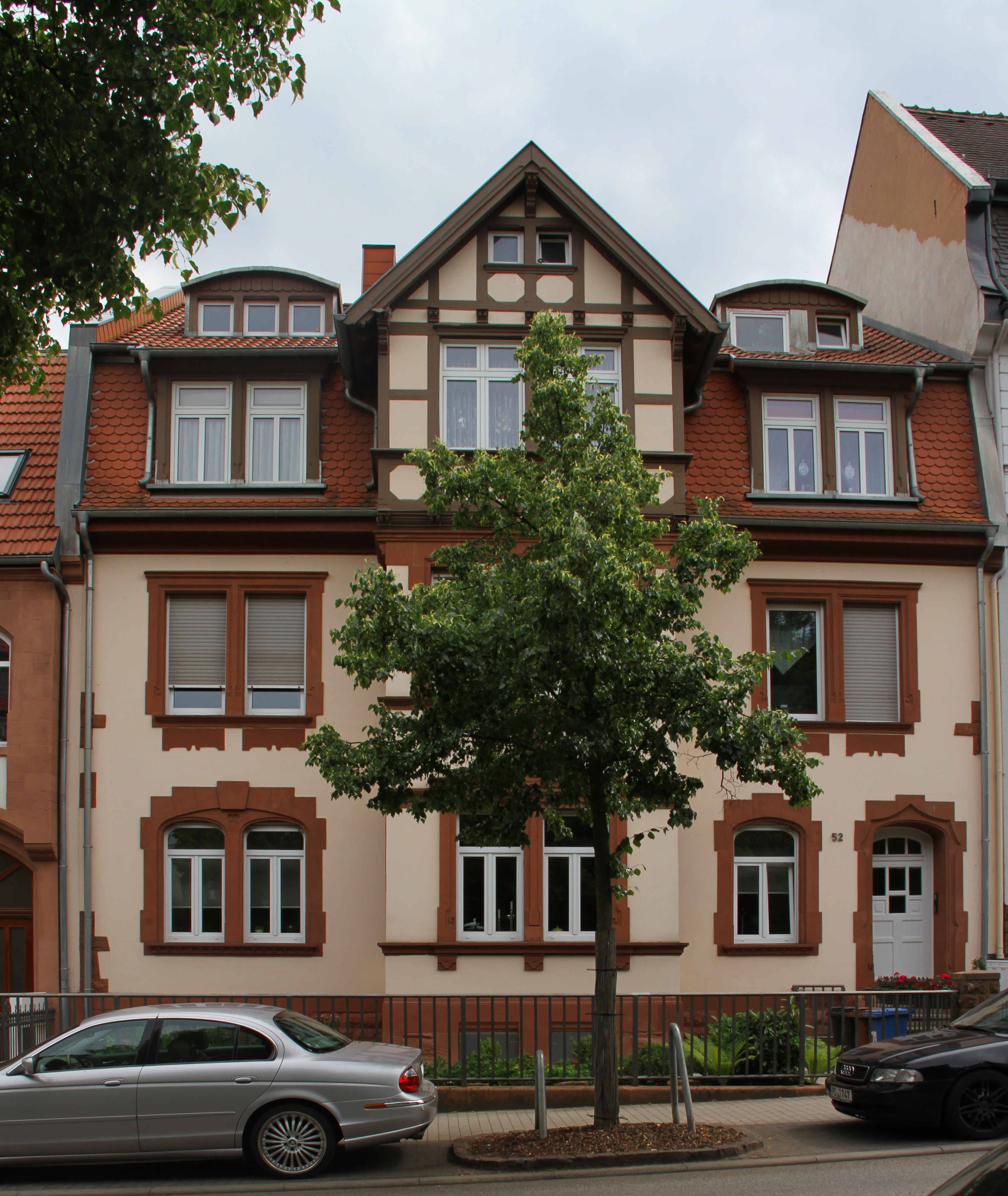
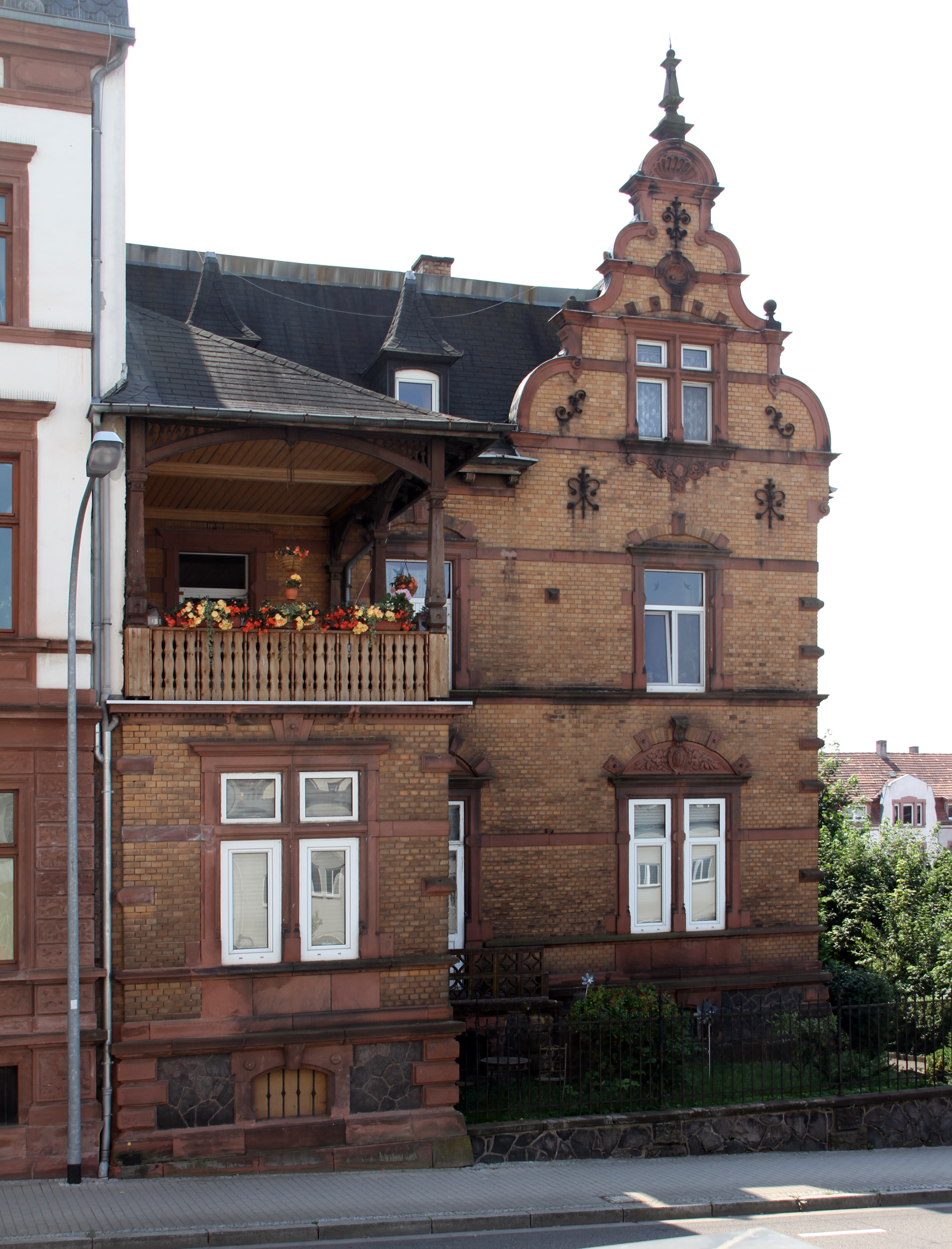
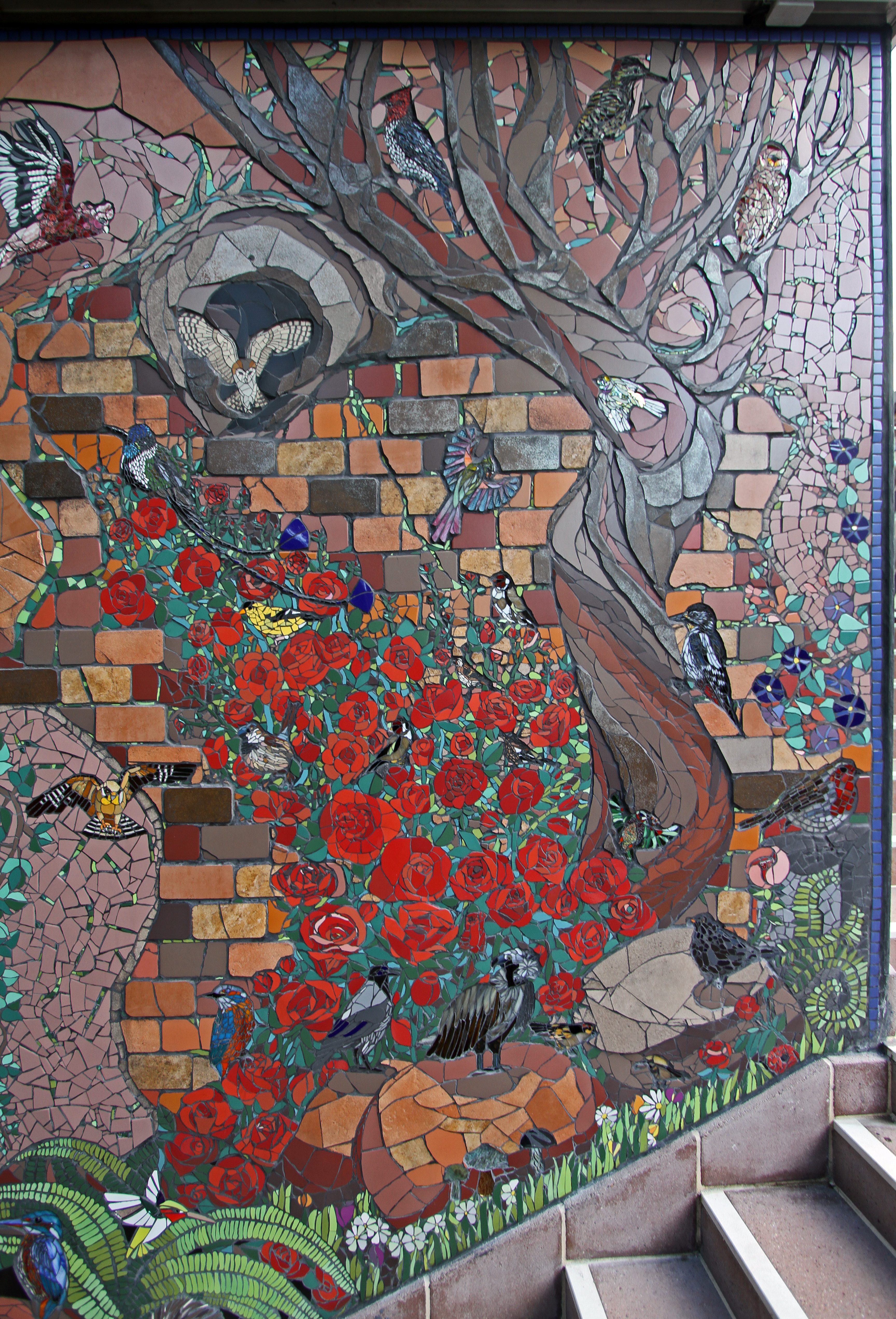
Сходи птахів
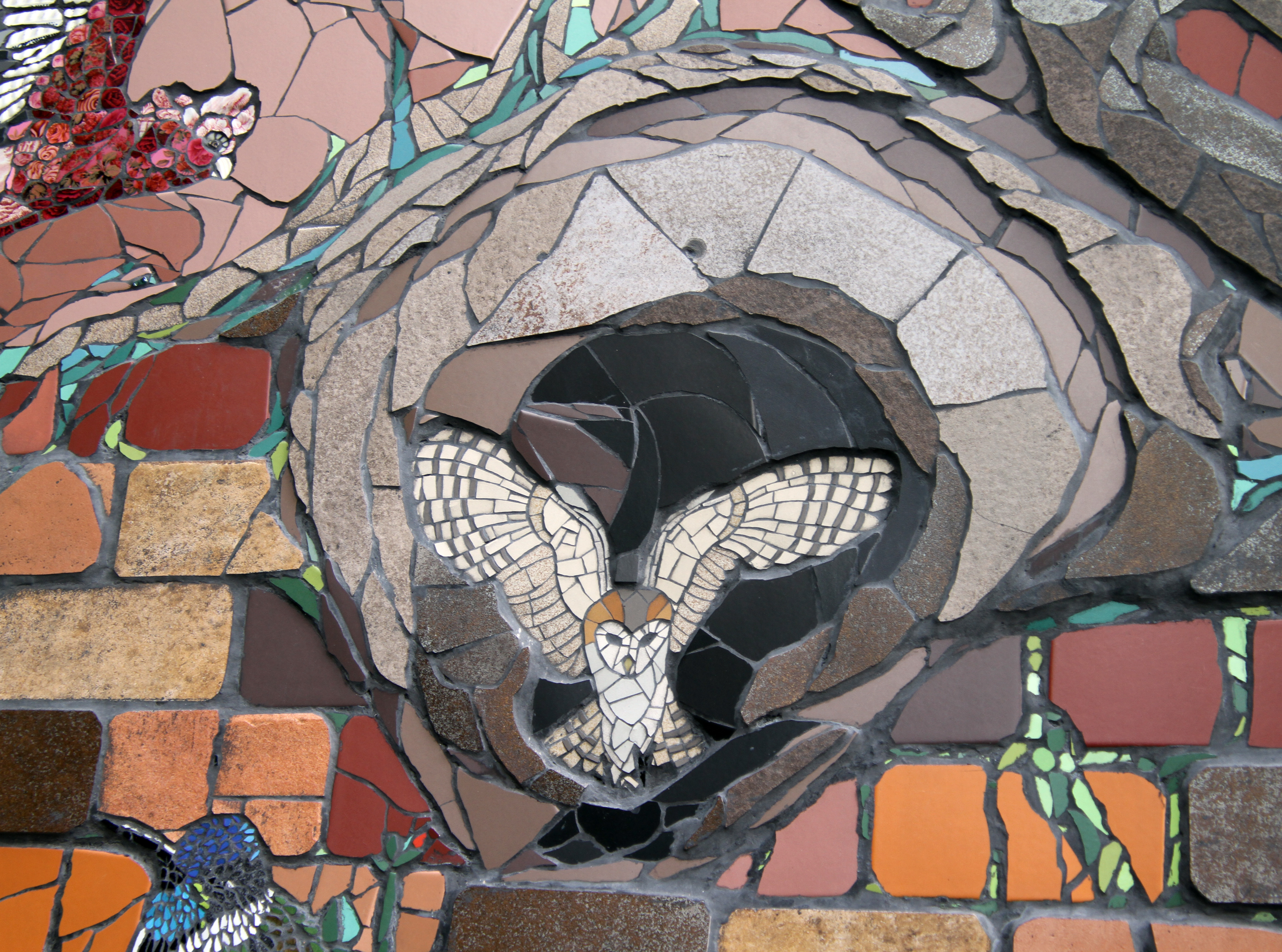
Сходи птахів
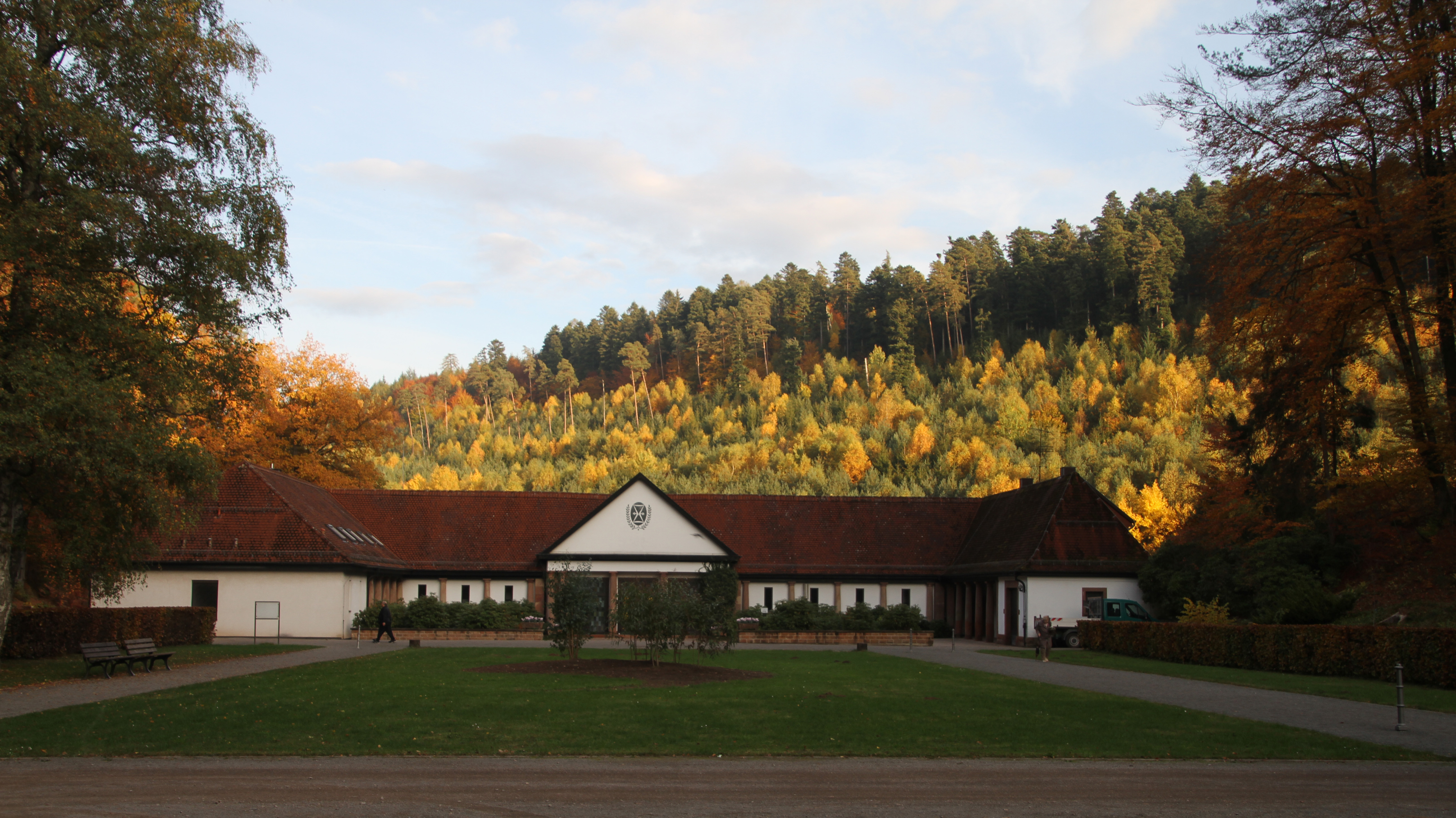